# Местников, Роман Иннокентьевич
Роман Иннокентьевич Местников (1907—1987) — советский якутский педагог.

## Биография
Родился 5 сентября (по другим данным 22 сентября) 1907 года в 3-м Хатылынском наслеге Ботурусского улуса (ныне Чурапчинский улус) Якутской области.
После окончания в 1930 году Якутского педагогического техникума работал учителем Саскылахской школы Анабарского района, став первым учителем и основателем первой школы в этом якутском районе. Позже работал инспектором отдела образования Чурапчинского района. В 1933 году Роман Местников получил извещение Наркомпроса и Наркомтруда Якутской АССР о направлении на учёбу в Москву, где обучался на историческом факультете Московского педагогического института им. В. И. Ленина (ныне Московский педагогический государственный университет). Здесь вступил в комсомол. В 1937 году стал членом ВКП(б)/КПСС.
По окончании вуза вернулся на родину и в 1937—1940 годах работал преподавателем, затем директором Якутской республиканской политико-просветительской школы. В 1940—1941 годах — директор Научно-исследовательского Института языка и культуры при Совнаркоме Якутской АССР.
На фронт Великой Отечественной войны был призван в августе 1941 года Якутским райвоенкоматом. Пройдя подготовку в Иркутской области, получил звание младшего лейтенанта и стал командиром отделения связи. Воевал на Волховском и Ленинградском фронтах, участвовал в прорыве блокады Ленинграда. Дважды был ранен. Вылечившись после второго ранения, с 1944 года Местников служил в Ровдинском райвоенкомате Архангельской области.
Демобилизовавшись из армии, вернулся на родину В 1946—1948 годах работал старшим преподавателем, затем заведовал кафедрой всеобщей истории Якутского педагогического института (ныне Северо-Восточный федеральный университет имени М. К. Аммосова). В 1948—1953 годах — декан исторического факультета этого же вуза.
В 1953—1956 годах работал старшим преподавателем Якутской областной партийной школы, а с 1956 года — начальником учебной части, затем (до 1981 года) — старшим преподавателем Якутского государственного университета (ныне также Северо-Восточный федеральный университет имени М. К. Аммосова).
Умер 12 августа 1987 года.

## Заслуги
- Награждён орденом Отечественной войны 1-й степени и медалями, в числе которых «За отвагу», «За оборону Ленинграда» и «За победу над Германией в Великой Отечественной войне 1941—1945 гг.».
- Заслуженный учитель Якутской АССР.